# 아드리아나 폰세카
아드리아나 폰세카(Adriana Fonseca, 1979년 3월 16일 ~ )는 멕시코의 배우, 댄서이다.